# سعد البهام
أو ثيتا الفرس الأعظم Theta Pegasi اسمه التقليدي Baham و هو نجم في كوكبة الفرس الأعظم .
ينتمي سعد البهام إلى الفئة الطيفية A2 و يملك قدر ظاهري 3.53 + و يبعد 67 سنة ضوئية عن الأرض.